# Трисцилиды

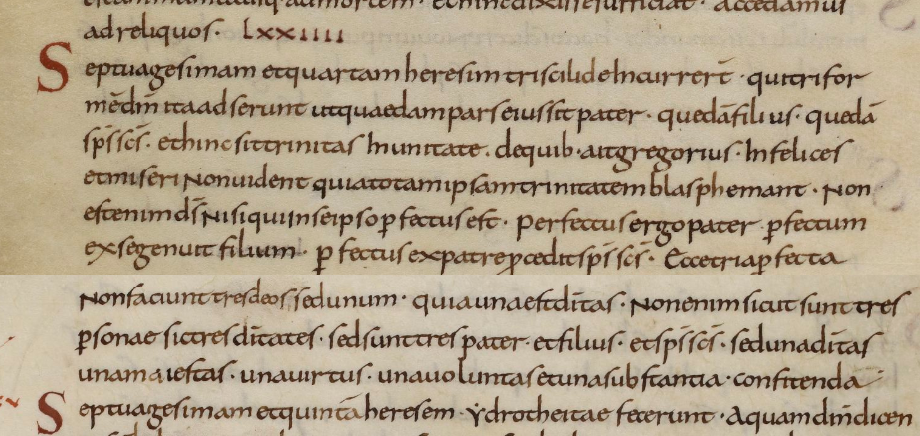
Praedestinatus. Глава LXXIV. Трисцилиды. Рукопись IX века. Национальная библиотека Франции

Трисцили́ды (лат. triscilidae от лат. tris — «три» + лат. cilio — «вырезывать») — еретики конца IV — начала V века, описанные Филастрием в книге «Liber de Haeresibus» и Августином в книге «De Haeresibus ad Quodvultdeum Liber Unus»; у первого автора это 93 ересь, у второго автора это 74 ересь. У Филастрия и Августина эти еретики без названия; название этой ереси, употреблено безымянным автором трактата «Предестинат» (лат. «Praedestinatus»). Трисцилиды были приверженцами учения, согласно которому божественная природа состоит из трёх частей одна — Отец, вторая — Сын, третья — Дух Святой; только союз этих трёх частей составляет единого совершенного Бога — Святую Троицу, отдельная же часть совершенным Богом не является. О численности трисцилидов Филастрий, Августин и автор «Предестината» ничего не сообщают.